# Les Belleville
Les Belleville is een gemeente in het Franse departement Savoie (regio Auvergne-Rhône-Alpes). De plaats ligt in het Vanoisemassief van de Alpen en maakt deel uit van het arrondissement Albertville. Les Belleville telde op 1 januari 2022 3.488 inwoners.
Les Belleville is een commune nouvelle die op 1 januari 2016 tot stand kwam door de fusie van Saint-Martin-de-Belleville en Villarlurin. Op 1 januari 2019 werd Saint-Jean-de-Belleville eraan toegevoegd.
Op het grondgebied bevinden zich de geplande skidorpen Les Menuires en Val Thorens, die beide deel uitmaken van Les 3 Vallées, het grootste aaneengesloten wintersportgebied ter wereld. De gemeente telt meer dan 70.000 overnachtingsplaatsen (bedden). Het wintersporttoerisme is de belangrijkste economische activiteit.

## Geografie
De oppervlakte van Les Belleville bedroeg op 1 januari 2022 167,24 vierkante kilometer; de bevolkingsdichtheid was toen 20,9 inwoners per km².

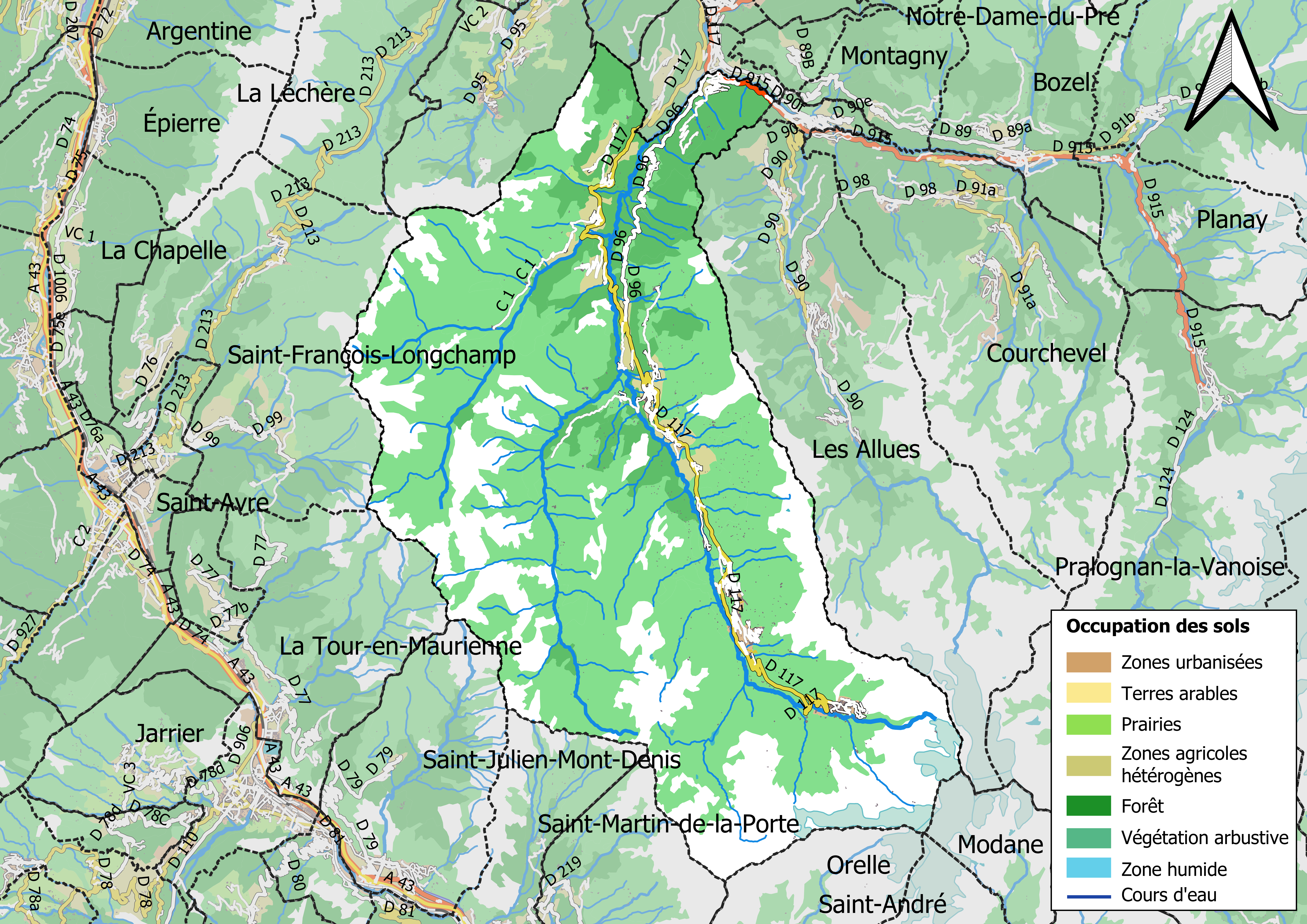
Kaart van de gemeente met de belangrijkste infrastructuur, bodemgebruik en omliggende gemeenten

## Afbeeldingen

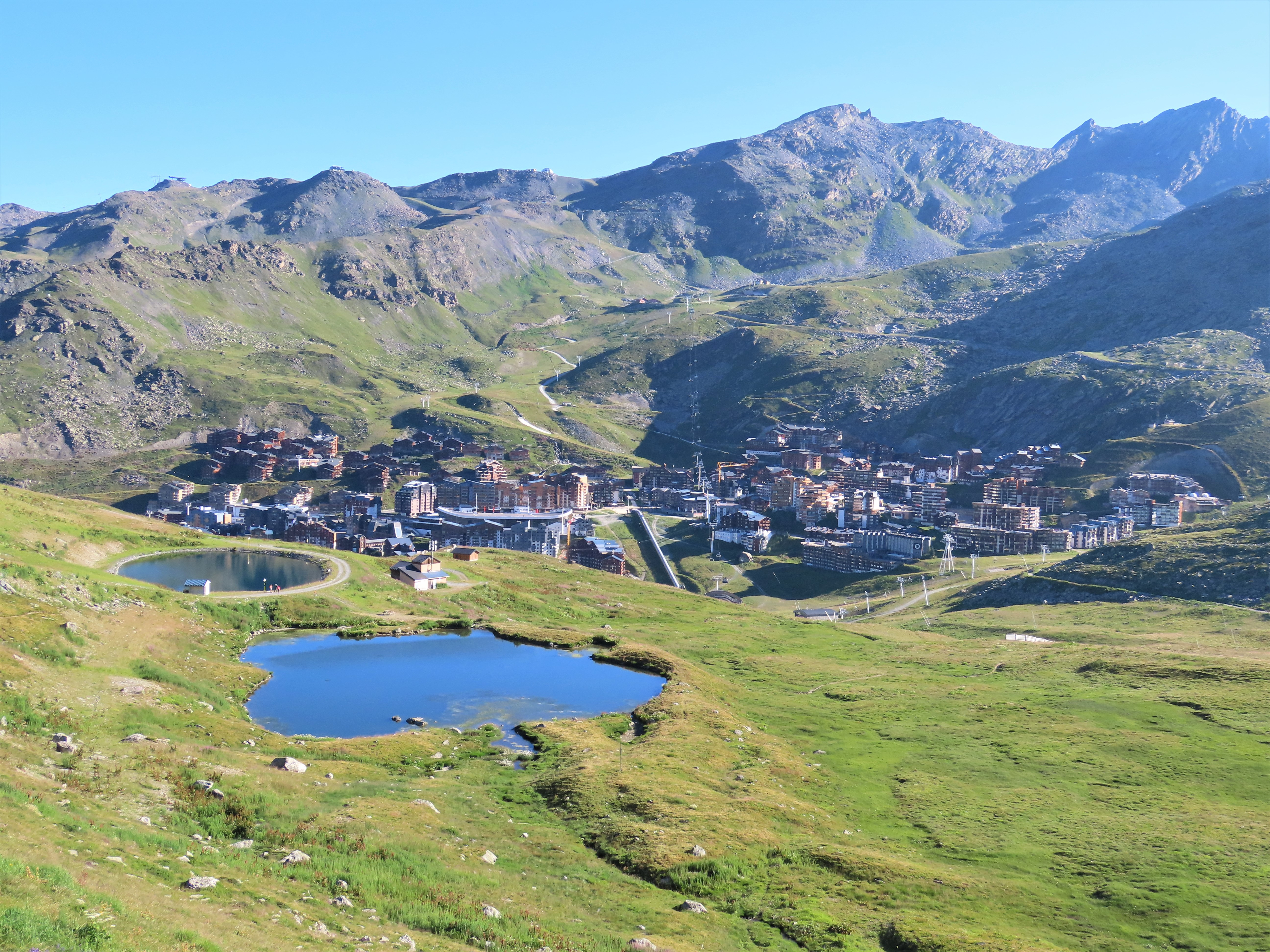
Gezicht op Val Thorens vanaf het Lac de Thorens
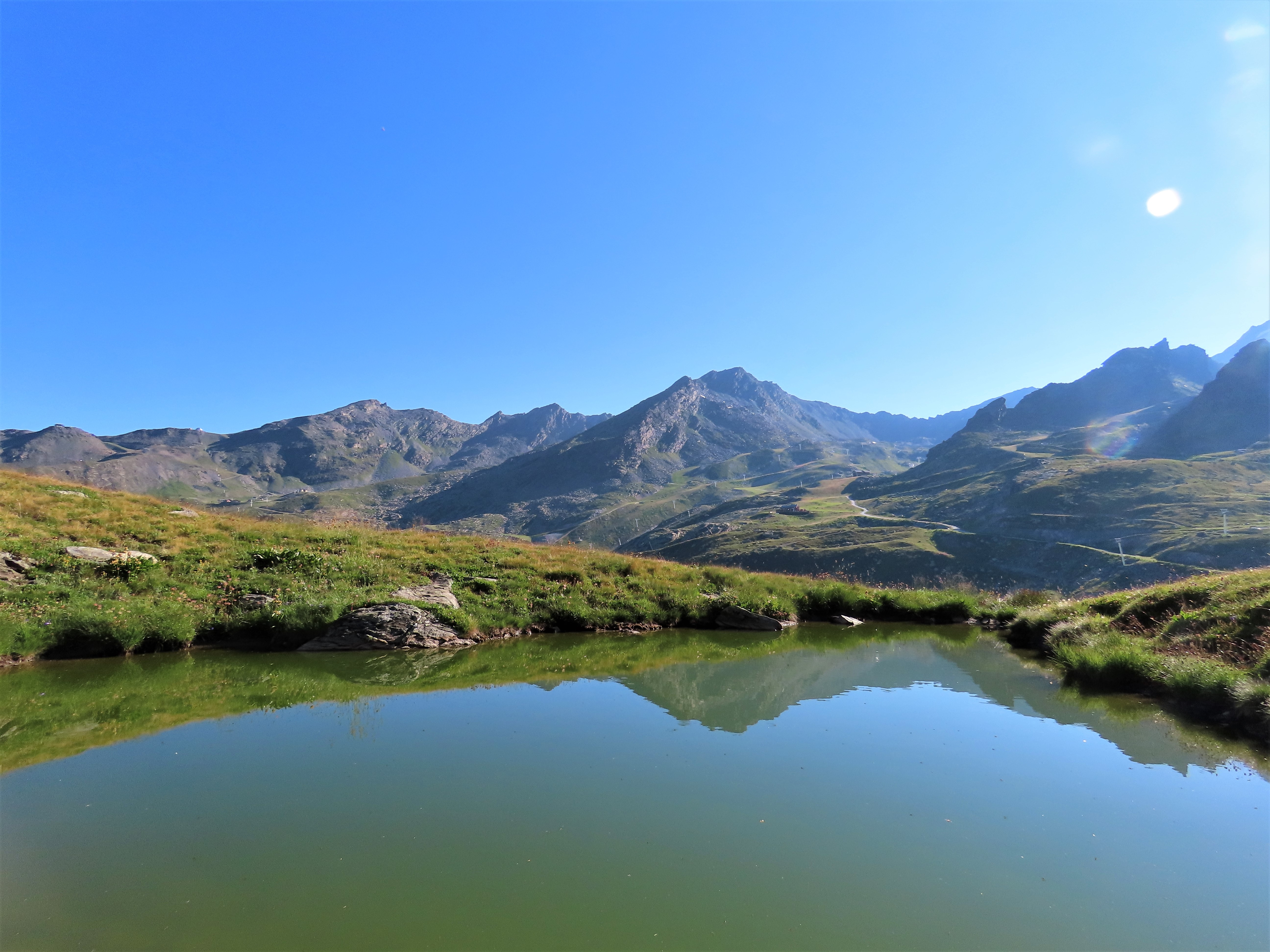
Gezicht vanaf de Combe de Thorens